# NGC 3561B
NGC 3561B في الفهرس العام الجديد، هي مجرة، تقع في كوكبة الدب الأكبر. اكتشفت في 1827 بواسطة جون هيرشل.

## روابط خارجية
- NGC 3561B على موقع ويكي سكاي: DSS2, SDSS, GALEX, IRAS, Hydrogen α, X-Ray, Astrophoto, Sky Map, Articles and images